# Barwice
Barwice (německy Bärwalde) jsou město v severozápadním Polsku v Západopomořanském vojvodství v okrese Szczecinek, ležící zhruba 22 kilometrů západně od Szczecinku. V roce 2023 zde žilo 3 472 obyvatel.

## Název
Barwice byly prvně zaznamenány v roce 1282 pod názvem Barwitz, které je odvozeno od německého slova pro barvy. Podle návrhu H. Górnowicze je název města redukován do podoby Barwica, což mohl být kdysi název řeky přenesený na město. Německý název Bärwalde vznikl odkazem na podstatné jméno Bär (pol. medvěd) a přidáním strukturního prvku Wald(e) (les).
Podle historie rodu von Glasenappů to byl jejich předek – Bertold Borgwall, kdo založil město Barwice. Jeho název byl odvozen od „Bertoldswall“ a odstraněním druhé slabiky vzniklo jméno „Berwall“, které se v lidovém dialektu vyslovovalo jako „Berwoll“. Z "Ber" se stalo "Bär" a z "Wall" se stalo "Wald". O medvědech v lesích zde není nic známo.
Na polské vojenské mapě z roku 1936 je vedle označení města též uvedeno polské exonymum Berwałd. Název Barwice byl oficiálně zaveden v roce 1946.

## Historie
Osada vznikla na solné stezce z Kołobrzegu do Velkopolska. První zmínka o Barwicích pochází z roku 1286, kdy Przemysl II. daroval vesnici templářským rytířům. Městská práva získala osada pravděpodobně ve 14. století, minimálně před rokem 1409. Barwice jsou městem, které má ve své staleté historii nejméně tři jména. 
Až do 17. století se jednalo o kašubská území. V osmnáctém století zde emigranti z Francie založili tabákovou továrnu. V roce 1804 žilo v Barwicích 15 Židů a v roce 1812 14 židovských rodin. V 19. století zde vznikla továrna na bramborové vločky, pila a cihelna. V letech 1935–1938 byli Židé nuceni své statky opustit nebo je prodat téměř za nic. V předvečer vypuknutí druhé světové války žilo v Barwicích šest lidí židovského původu. Z tohoto počtu byli 3 lidé deportováni v roce 1943 z Berlína do tábora Osvětim. Název Barwice vznikl po připojení těchto zemí k Polsku po skončení 2. světové války. Po válce bylo město přestavěno a rozšířeno a nyní má několik průmyslových závodů.
V letech 1954–1972 bylo město sídlem úřadů okresu Barwice, avšak nepatřilo k němu.

## Doprava
Barwice jsou regionální křižovatkou dvou cest II. tříd. První z nich (s číslem 171), spojuje města Bobolice a Czaplinek. Silnice druhá – II/172, je spojnicí měst Szczecinek a Połczyn-Zdrój. Obě tyto silnice regionálního významu se ve městě jižně od centra stýkají. Mimo dva tyto významnější tahy do města přichází mnoho menších silnic obecních významů, které slouží zejména jako hlavní silnice do okolních osad jako Przybkowo, či Sulikowo.
Město v současné době již nedisponuje železničním spojením, nejbližší železniční stanice je 10 kilometrů severně za městem, v obci Grzmiąca, která leží na trati Szczecinek – Bialogard. Na uzavřené železniční trati č. 410 z Połczyna, probíhá dnes výstavba cyklostezky, která je již zčásti otevřena veřejnosti. Autobusovým spojením je možno dostat se z města do okolních obcí – autobusové linky v okolí jsou konstruovány jako okružní.

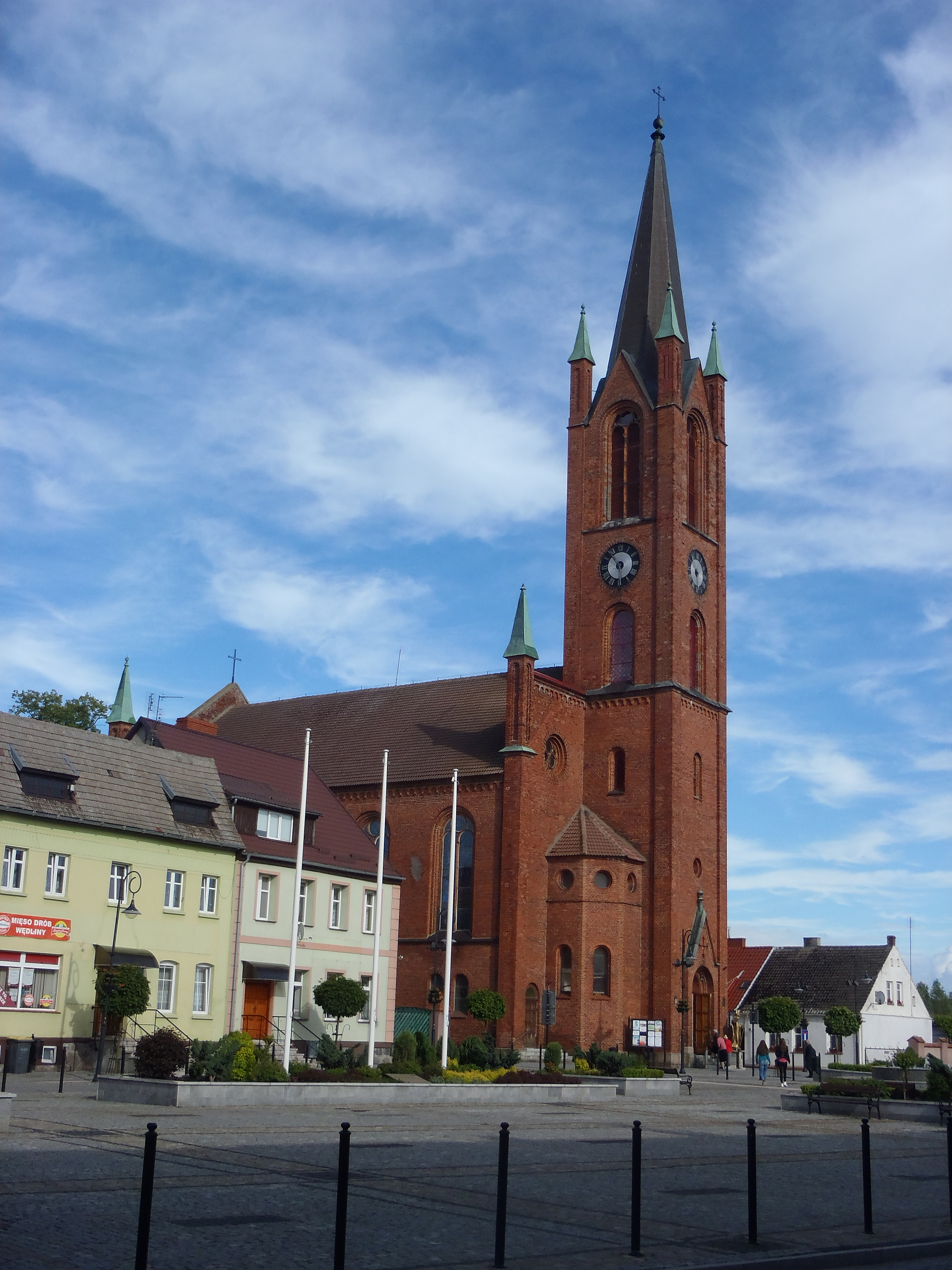
Kostel sv. Štěpána

## Památky
- Zámecký park, pozůstatek panského sídla[8]
- Kostel sv. Štěpána z roku 1864 s jedinou fungující farností v okolí
- Městský park
- Historické budovy pil a mlýnů v okolí (Żytnik, Śmilcz)
- Bývalá budova nádraží

## Sport
Ve městě funguje fotbalový klub MGLKS Błonie Barwice, hrající okresní ligu.

## Partnerské město
- Malente, Německo[9]